# Тамэикэ-Санно (станция)
Станция Тамэикэ-Санно (яп. 溜池山王駅 тамэикэ санно: эки) — железнодорожная станция на линиях Намбоку и Гиндза, расположенная на границе специальных районов Минато и Тиёда в Токио. Станция обозначена номером G-06 на линии Гиндза и N-06 на линии Намбоку. Была открыта 30 сентября 1997 года. Станция соединена подземным переходом со станцией Коккай-Гидзидомаэ, что делает возможным пересадку с без повторного прохождения турникетов. На платформе линии Намбоку установлены платформенные раздвижные двери. На платформе линии Гиндза установлены автоматические платформенные ворота.

## Планировка станции
Две платформы островного типа и 4 пути.
| 1 | ○ Линия Гиндза  | Акасака-Мицукэ, Сибуя                                                 |
| 2 | ○ Линия Гиндза  | Гиндза, Уэно, Асакуса                                                 |
| 3 | ○ Линия Намбоку | Нагататё, Комагомэ, Акабанэ-Ивабути, Урава-Мисоно                     |
| 4 | ○ Линия Намбоку | Сироканэ-Таканава, Мэгуро, (сквозное сообщение с линией Мэгуро) Хиёси |

## Близлежащие станции
| «               |  | Линия         |  | »         |
| --------------- |  | ------------- |  | --------- |
| Акасака-Мицукэ  |  | Линия Гиндза  |  | Тораномон |
| Роппонги-Иттёмэ |  | Линия Намбоку |  | Нагататё  |